# Местран (футбольный клуб)
«Местран» — футбольный клуб из Одессы, основанный в 1922 году грузчиками Одесского порта.
Первый тренер команды «Местран» Лазарь Коген, которую он и создал, в 1923—1926 годах трижды (по другим данным пять раз, так как чемпионат проводился по системе весна и осень) приводил её к чемпионству Одессы.
Команда стала чемпионом города уже на второй год своего существования — в 1923 году, опередив признанных фаворитов — коллективы ОКФ и «Вегу». В том же году «Местран» представил Одессу на чемпионате Украины, в котором дошёл до полуфинала, уступив на этой стадии харьковскому «Штурму».
В разные годы в сборную Одессы «Местран» делегировал семь своих футболистов.
Клуб прекратил своё существование в 1935 году.

## Достижения
- Чемпионат Одессы
- Чемпион (3): 1923, 1924, 1926

«Местран» в 1928 году

## Известные футболисты
- Михаил Малхасов
- Валентин Прокофьев
- Александр Романов
- Виктор Садовский
- Лев Чернобыльский